# Wales címere

Wales királyi jelvénye

Wales címere, hivatalosan: Wales királyi jelvénye (angolul: Royal Badge of Wales) négy részre osztott pajzs, amelyben különböző történelmi és nemzeti jelképek szerepelnek. A két felső negyed Anglia és Skócia címereire utal (az angol vörös három leopárd és a skót oroszlán). Az alsó két negyed pedig két vörös sávot ábrázol arany háttéren, ami a Llewelyn hercegek által használt címer része volt.
A pajzsot egy aranysárkány tartja, amely a walesi nemzeti szimbólum. Wales hivatalosan 1953-ban kapott saját címert, amelyet II. Erzsébet királynő adományozott. Gyakran használják mellé a walesi mottót is: "Y Ddraig Goch Ddyry Cychwyn" (A vörös sárkány vezet előre).
A mindennapokban Wales zászlaja, a "Y Ddraig Goch" (Vörös sárkány), elterjedtebb, amely egy fehér-zöld háttéren lévő vörös sárkányt ábrázol, és az egyik legszimbolikusabb kifejezése a walesi nemzeti identitásnak.